# Juan Manuel Cobo
Juan Manuel Cobo Gálvez (Córdoba, 26 novembre 1984) è un ex calciatore argentino, di ruolo centrocampista.